# The Lost Files: Six's Legacy
The Lost Files: Six's Legacy (no Brasil, Os Arquivos Perdidos: Os Legados da Número Seis) é um livro complementar à série Os Legados de Lorien, escrita por Pittacus Lore (pseudônimo de James Frey e Jobie Hughes). O livro foi publicado apenas em formato e-book pela Editora HarperCollins nos EUA em 26 de Julho de 2011 e no Brasil, pela Editora Intrínseca (também em e-book) em 30 de Janeiro de 2012.

## Sinopse
Complementando a série Os Legados de Lorien, Os Arquivos Perdidos: Os Legados da Número Seis mergulha no passado da misteriosa Número Seis e explica como ela se tornou a poderosa combatente que impressionou John, o Número Quatro, na grande batalha contra os mogadorianos.
Nele, a trajetória da jovem é narrada, desde a chegada à Terra com sua Cêpan, Karina, até o encontro explosivo com John. Vivendo sempre em estado de alerta, Número Seis e Karina eram obrigadas a mudar de endereço e de identidade constantemente, com medo de serem encontradas por seus algozes. Até que o dia em que não tiveram mais como fugir.